# 幹部初級課程
幹部初級課程（かんぶしょきゅうかてい、英語：Basic Officer's Course; BOC）とは、陸上自衛隊幹部自衛官の必修課程（3尉候補者課程出身幹部は除く）である。

## 教育の概要
陸上自衛隊
陸上自衛隊幹部候補生学校を卒業した一般幹部候補生（B・U・I）出身の3等陸尉はただちに各職種学校に入校し各職種の初級幹部として必要な知識及び技能を修得する。教育期間は約8～9か月。教育終了後は主に小隊長として勤務する。その後5～6年が経過すると幹部上級課程に入校し中級の指揮官等として必要な基礎的知識及び技能を修得する。
海上自衛隊
練習艦隊が初任幹部に対して行っている、遠洋練習航海が本課程に相当する。
航空自衛隊
航空自衛隊幹部候補生学校卒業後に各術科学校にある幹部特技課程に入校し、各職種の初級幹部として必要な知識及び技能を取得する。